# Microsaccus ampullaceus
Microsaccus ampullaceus är en orkidéart som beskrevs av Johannes Jacobus Smith. Microsaccus ampullaceus ingår i släktet Microsaccus och familjen orkidéer. Inga underarter finns listade i Catalogue of Life.